# Мірабелло
Мірабелло (італ. Mirabello) — муніципалітет в Італії, у регіоні Емілія-Романья, провінція Феррара.
Мірабелло розташоване на відстані близько 340 км на північ від Рима, 38 км на північ від Болоньї, 14 км на захід від Феррари.
Населення — 3300 осіб (2014).
Щорічний фестиваль відбувається 25 січня. Покровитель — святий Павло.

## Демографія
Населення за роками:

Станом на 31 грудня 2014 року в муніципалітеті офіційно проживало 317 іноземців з 26 країн, серед них 33 громадяни країн Євросоюзу та 13 громадян України.

## Сусідні муніципалітети
- Бондено
- Поджо-Ренатіко
- Сант'Агостіно
- Вігарано-Майнарда